# Курасс Якір Веніамінович
Якір Веніамінович Курасс (29 грудня 1934, Київ — 26 червня 1998, Київ) — український шахіст, майстер спорту СРСР (1967).

## Біографія
Якір Курасс народився у Києві. Закінчив Київський політехнічний інститут за спеціальністю інженер-електрик, працював керівником групи в проєктному інституті «Тяжпроменергопроєкт».
Багаторазовий учасник першостей Києва (1956—1998). Переможець української першості ДСТ «Спартак»  1975 року, переможець меморіалу Ісаака Липницького 1976 року. Брав участь у п'яти чемпіонатах України (найкращий результат — 7 місце у 1971 та 1973 роках).
На початку 1990-х створив український національний рейтинг. Був головою кваліфікаційної комісії Федерації шахів України.
Помер за шахівницею на чемпіонаті ДСТ «Спартак» 26 червня 1998 року. У Києві проведено кілька меморіалів Якіра Курасса.

## Турнірні результати

### Результати виступів у чемпіонатах України
Якір Курасс зіграв у п'яти фінальних турнірах чемпіонатів України, набравши загалом 37 очок з 71 можливого.
| Рік  | Місто           | Турнір                 | + | −  | =  | Результат | Місце |
| ---- | --------------- | ---------------------- | - | -- | -- | --------- | ----- |
| 1956 | Київ            | 25-й чемпіонат України | 2 | 10 | 7  | 5½ з 19   | 19    |
| 1968 | Київ            | 37-й чемпіонат України | 3 | 3  | 11 | 8½ з 17   | 10—13 |
| 1971 | Донецьк         | 40-й чемпіонат України | 6 | 2  | 5  | 8½ з 13   | 7.    |
| 1973 | Дніпропетровськ | 42-й чемпіонат України | 5 | 1  | 7  | 8½ з 13   | 7     |
| 1975 | Дніпропетровськ | 44-й чемпіонат України |   |    |    | 6 з 9     | 6—10  |

### Інші турніри
| Рік  | Місто  | Турнір                           | + | − | =  | Результат | Місце |
| ---- | ------ | -------------------------------- | - | - | -- | --------- | ----- |
| 1956 | Київ   | Чемпіонат Києва                  |   |   |    | 8 з 15    | 9—11  |
| 1959 | Київ   | Чемпіонат Києва                  |   |   |    | ? з 15    | 11    |
| 1961 | Київ   | Чемпіонат Києва                  | 2 | 3 | 7  | 5½ з 12   | 9—10  |
| 1962 | Київ   | Чемпіонат Києва                  |   |   |    | 2½ з 11   | 11    |
| 1963 | Київ   | Першість ДСТ «Авангард»          | 5 | 6 | 2  | 6 з 13    | 8     |
|      | Київ   | Чемпіонат Києва                  | 5 | 6 | 3  | 6½ з 14   | 10—11 |
| 1966 | Київ   | Чемпіонат Києва                  |   |   |    | ? з 14    | 9     |
| 1967 | Київ   | Першість ДСТ «Авангард»          | 4 | 1 | 10 | 9 з 15    | 6     |
| 1968 | Київ   | Першість ДСТ «Авангард»          |   |   |    | 6 з 13    | 10—11 |
| 1969 |        | Першість ДСТ «Авангард»          | 2 | 6 | 5  | 4½ з 13   | 13    |
|      | Київ   | Чемпіонат Києва                  |   |   |    | 7 з 15    | 11—12 |
| 1970 | Київ   | Чемпіонат Києва                  | 4 | 4 | 7  | 7½ з 15   | 11    |
|      |        | Першість ДСТ «Авангард»          |   |   |    | 7½ з 15   | 6     |
| 1971 | Київ   | Чемпіонат Києва                  | 3 | 6 | 4  | 5½ з 13   | 13    |
|      |        | Першість ДСТ «Авангард»          |   |   |    | 6½ з 13   | 8—9   |
| 1972 |        | Першість ДСТ «Авангард»          |   |   |    | 4½ з 13   | 12    |
| 1973 | Київ   | Чемпіонат Києва                  |   |   |    | 6 з 13    | 9—10  |
| 1975 |        | Першість ДСТ «Спартак» (Україна) |   |   |    | 8½ з 13   | 1—3   |
| 1976 | Київ   | Меморіал І.Липницького           | 7 | 2 | 4  | 9 з 13    | 1     |
| 1977 | Київ   | Чемпіонат Києва                  |   |   |    | 6½ з 15   | 10    |
| 1978 | Алушта | Першість ДСТ «Спартак»           |   |   |    | 3½ з 14   | 14    |
| 1979 | Київ   | Меморіал І.Липницького           | 2 | 6 | 6  | 5 з 14    | 13    |
| 1980 | Київ   | Чемпіонат Києва                  |   |   |    | 8 з 15    | 6—7   |
| 1982 | Київ   | Чемпіонат Києва                  |   |   |    | ? з 13    | 7     |
| 1983 | Київ   | Чемпіонат Києва                  |   |   |    | ? з 13    | 7     |
| 1984 | Київ   | Чемпіонат Києва                  |   |   |    | 8½ з 13   | 3     |
| 1986 | Київ   | Чемпіонат Києва                  | 4 | 4 | 4  | 6 з 12    | 6—8   |